# 利尼翁河畔博安
利尼翁河畔博安（法語：Boën-sur-Lignon，法語發音：[bwɛ̃ syʁ liɲɔ̃]），法国中东部城市，奥弗涅-罗讷-阿尔卑斯大区卢瓦尔省的一个市镇，隶属于蒙布里松区，其市镇面积为6平方公里，2022年1月1日时人口数量为3,017人，在法国城市中排名第3,693位。
利尼翁河畔博安位于卢瓦尔省西部，福雷利尼翁河畔，是一个区域性的中心城市，克莱蒙费朗—卢瓦尔河畔圣瑞斯特铁路和多条公路在此交汇。

## 地名来源
“Boën”一名的来源尚存在争议，该名称可能出自高卢时期一个叫做“Boiens”的部落，亦可能出自相近拼写的人名。“-sur-Lignon”这一后缀自2012年6月起成为当地官方名称的一部分。

## 历史

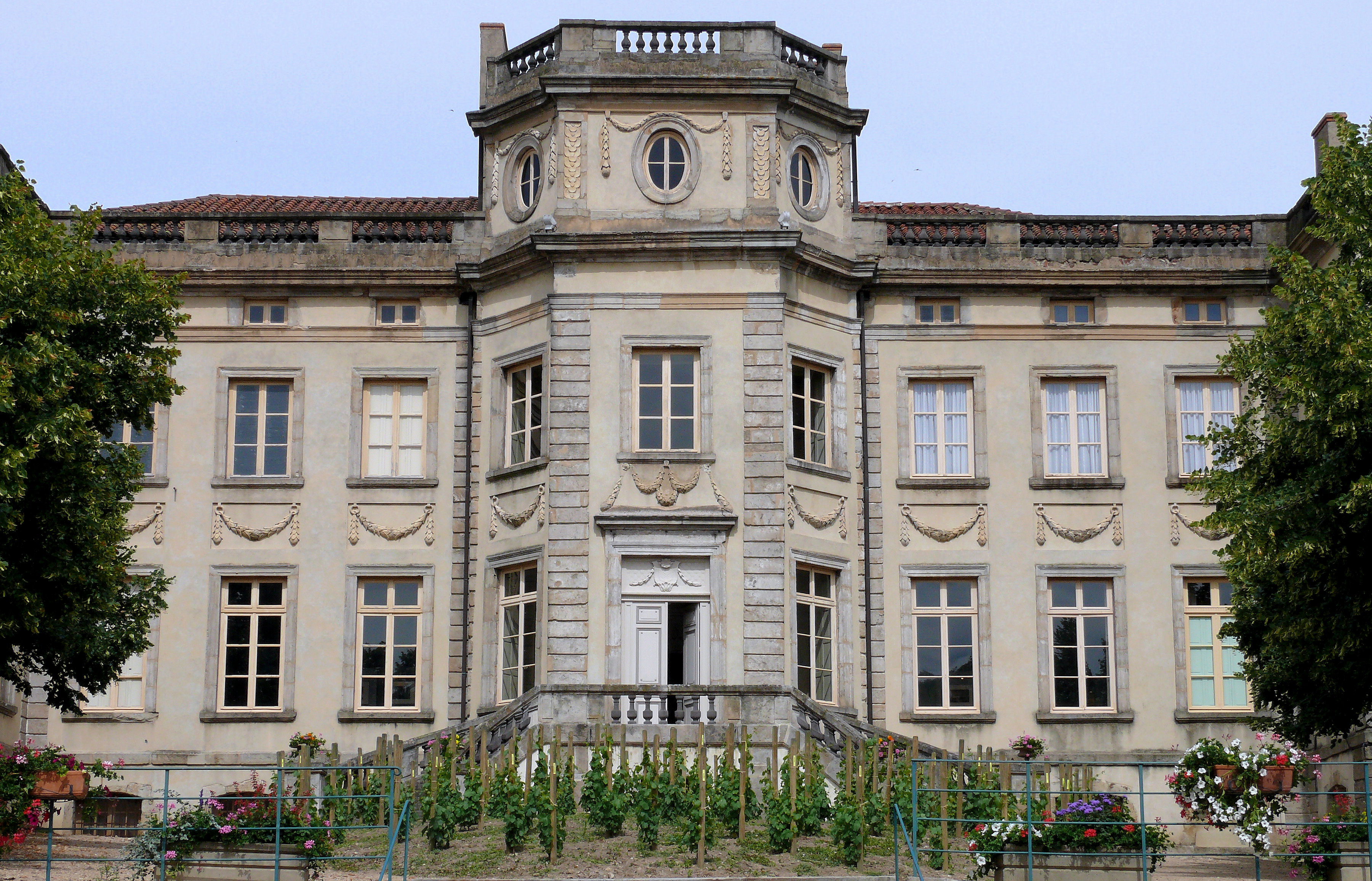
博安城堡（沙贝尔城堡）

根据当地官方网站的论述，利尼翁河畔博安始建于古典时期，彼时一条连接波尔多和里昂之间的道路由此通过。中世纪中期，博安是达马斯家族的一处领地，当地镇中心的施洗约翰教堂于公元11世纪建成。1250年，领主居伊一世（Guy Ier de Damas）为当地颁发了市镇宪章。中世纪中后期，博安成为福雷伯国的一座城市，当地在英法百年战争期间被英格兰军队破坏。1434年，博安新教堂建成。1510年，在路易七世的批准下，博安开始举办定期商业集市。18世纪时，博安境内出现了一处神学院，其附近的山丘被开辟为葡萄酒种植园，当地的城堡于1764年建成。法国大革命期间，其境内的宗教机构大多被关闭。此后，博安成为罗讷-卢瓦尔省的一个市镇，该省于1793年一分为二，博安被划入卢瓦尔省。工业革命期间，途径博安的克莱蒙费朗—卢瓦尔河畔圣瑞斯特铁路建成通车。2016年6月，该铁路利尼翁河畔博安以西的部分被关闭。

## 地理

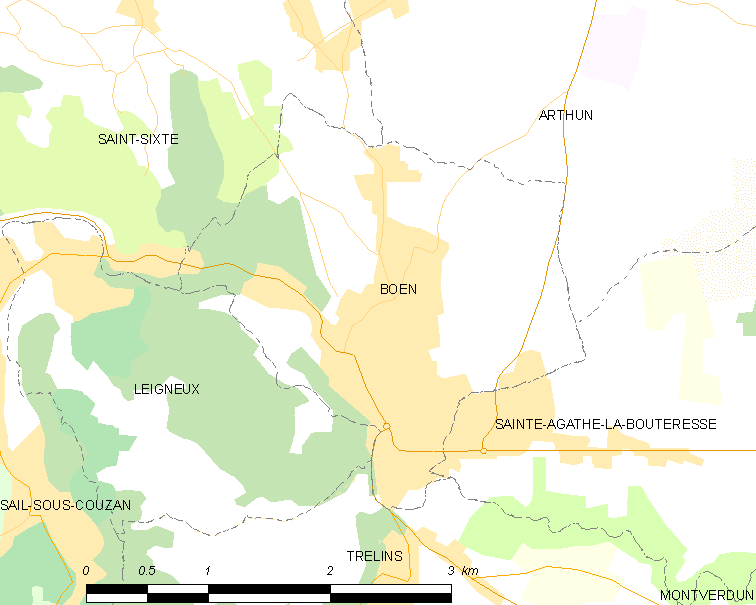
利尼翁河畔博安市镇范围地图

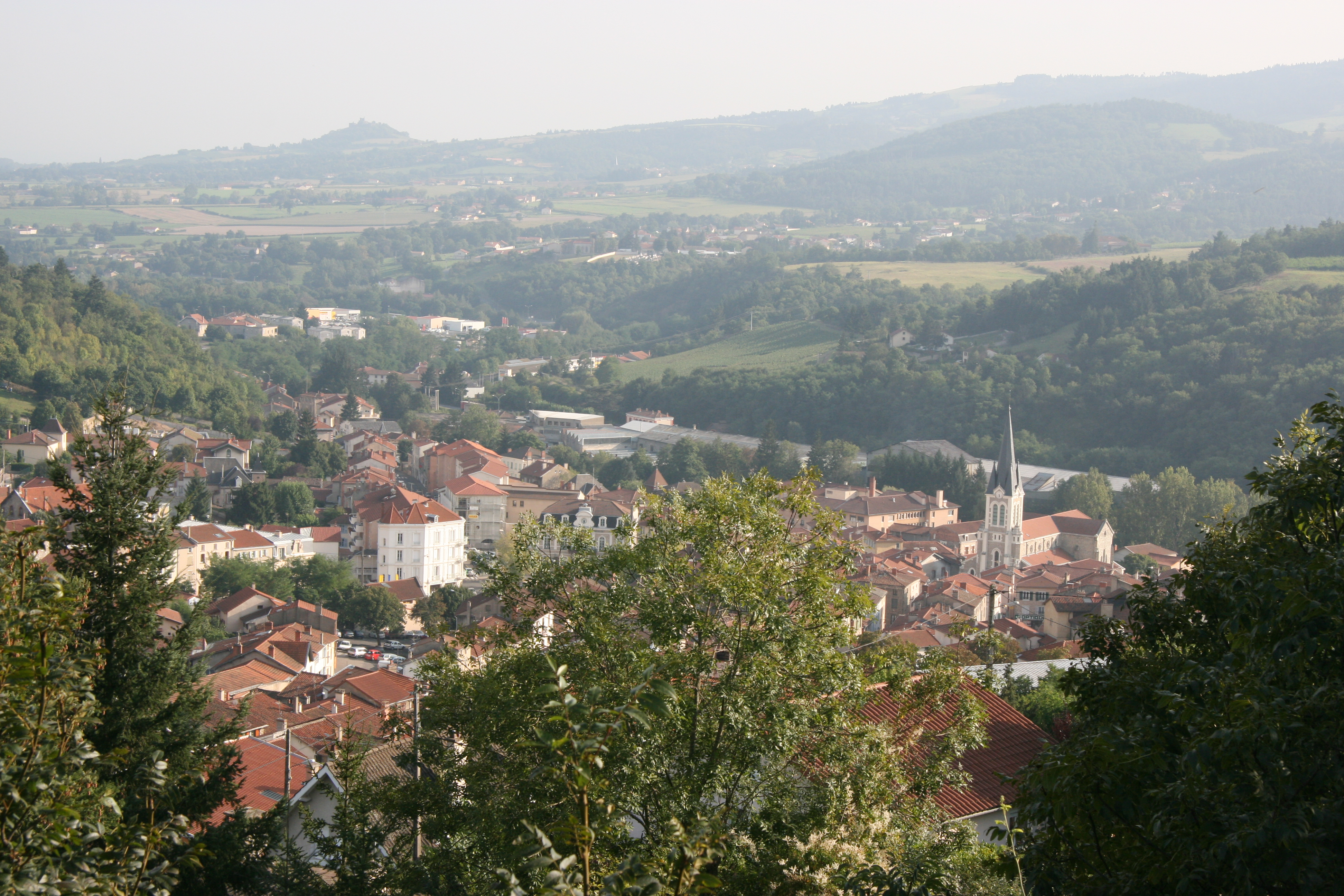
俯瞰利尼翁河畔博安全景

利尼翁河畔博安位于法国中南部偏东，奥弗涅-罗讷-阿尔卑斯大区中西部和卢瓦尔省西部偏北，距离省会圣艾蒂安大约55公里。与利尼翁河畔博安接壤的市镇包括：圣西克斯特、阿尔坦、莱尼厄、圣阿加特拉布特雷斯和特雷兰。

### 地形
利尼翁河畔博安位于福雷地区西北部，福雷山和福雷平原的过渡地带，境内以丘陵和平原为主，市镇中心位于一处地势较为平坦的河谷地区，全境海拔在374到557米之间。

### 水文
利尼翁河畔博安位于卢瓦尔河流域范围内，福雷利尼翁河自西向东流经镇中心，此外市镇范围东部有一处名叫“Bailly”的湖泊。

### 植被
利尼翁河畔博安属于温带阔叶混交林区，林地多分布于河流附近及坡地地区，拉萨布利耶尔公园（Parc de la Sablière）是当地主要的城市绿地。
在鲜花城市的评比中，利尼翁河畔博安暂未被评级。

### 气候
利尼翁河畔博安在柯本气候分类法中属于带有大陆性特征的温带海洋性气候（Cfb）。
利尼翁河畔博安境内设有常年气象站，以下为该气象站的数据（其中日照数据取自圣艾蒂安气象站）：
| 利尼翁河畔博安1981年－2019年 | 利尼翁河畔博安1981年－2019年 | 利尼翁河畔博安1981年－2019年 | 利尼翁河畔博安1981年－2019年 | 利尼翁河畔博安1981年－2019年 | 利尼翁河畔博安1981年－2019年 | 利尼翁河畔博安1981年－2019年 | 利尼翁河畔博安1981年－2019年 | 利尼翁河畔博安1981年－2019年 | 利尼翁河畔博安1981年－2019年 | 利尼翁河畔博安1981年－2019年 | 利尼翁河畔博安1981年－2019年 | 利尼翁河畔博安1981年－2019年 | 利尼翁河畔博安1981年－2019年 |
| 月份                         | 1月                          | 2月                          | 3月                          | 4月                          | 5月                          | 6月                          | 7月                          | 8月                          | 9月                          | 10月                         | 11月                         | 12月                         | 全年                         |
| ---------------------------- | ---------------------------- | ---------------------------- | ---------------------------- | ---------------------------- | ---------------------------- | ---------------------------- | ---------------------------- | ---------------------------- | ---------------------------- | ---------------------------- | ---------------------------- | ---------------------------- | ---------------------------- |
| 历史最高温 °C（°F）          | 19 (66)                      | 19.7 (67.5)                  | 27.4 (81.3)                  | 30.5 (86.9)                  | 33.9 (93.0)                  | 38.3 (100.9)                 | 40.7 (105.3)                 | 39.7 (103.5)                 | 34.4 (93.9)                  | 30 (86)                      | 23.8 (74.8)                  | 19.9 (67.8)                  | 40.7 (105.3)                 |
| 平均高温 °C（°F）            | 7 (45)                       | 8.9 (48.0)                   | 13.1 (55.6)                  | 16.4 (61.5)                  | 21.1 (70.0)                  | 25.1 (77.2)                  | 27.1 (80.8)                  | 26.9 (80.4)                  | 21.9 (71.4)                  | 17.5 (63.5)                  | 10.7 (51.3)                  | 7.1 (44.8)                   | 16.9 (62.4)                  |
| 日均气温 °C（°F）            | 3.2 (37.8)                   | 4.4 (39.9)                   | 7.6 (45.7)                   | 10.6 (51.1)                  | 14.9 (58.8)                  | 18.4 (65.1)                  | 20.4 (68.7)                  | 20.1 (68.2)                  | 15.8 (60.4)                  | 12.4 (54.3)                  | 6.7 (44.1)                   | 3.6 (38.5)                   | 11.5 (52.7)                  |
| 平均低温 °C（°F）            | −0.6 (30.9)                  | 0 (32)                       | 2.1 (35.8)                   | 4.7 (40.5)                   | 8.6 (47.5)                   | 11.8 (53.2)                  | 13.6 (56.5)                  | 13.4 (56.1)                  | 9.8 (49.6)                   | 7.2 (45.0)                   | 2.7 (36.9)                   | 0 (32)                       | 6.1 (43.0)                   |
| 历史最低温 °C（°F）          | −13.9 (7.0)                  | −15.7 (3.7)                  | −15 (5)                      | −5.8 (21.6)                  | −0.1 (31.8)                  | 2.5 (36.5)                   | 5.8 (42.4)                   | 4.1 (39.4)                   | 0.6 (33.1)                   | −5.7 (21.7)                  | −10.2 (13.6)                 | −12.6 (9.3)                  | −15.7 (3.7)                  |
| 平均降水量 mm（）            | 30 (1.2)                     | 30.9 (1.22)                  | 28 (1.1)                     | 47.4 (1.87)                  | 80.6 (3.17)                  | 66.4 (2.61)                  | 74.2 (2.92)                  | 73.6 (2.90)                  | 68.5 (2.70)                  | 64.5 (2.54)                  | 63.2 (2.49)                  | 34.9 (1.37)                  | 662.2 (26.07)                |
| 月均日照時數                 | 85.6                         | 108.8                        | 159.3                        | 182.4                        | 212.9                        | 239.5                        | 273.1                        | 251.4                        | 187.3                        | 133.5                        | 83.5                         | 67.9                         | 1,985.2                      |
| 来源：infoclimat.fr          |                              |                              |                              |                              |                              |                              |                              |                              |                              |                              |                              |                              |                              |

## 行政区划
利尼翁河畔博安的市镇编号为42019，邮政编号为42130。
在行政管理方面，利尼翁河畔博安隶属于法国奥弗涅-罗讷-阿尔卑斯大区卢瓦尔省蒙布里松区；在地方选举方面，利尼翁河畔博安是利尼翁河畔博安县的中央投票站所在地，其市镇范围全境被划入卢瓦尔省第六选区；在社会管理方面，利尼翁河畔博安是卢瓦尔-福雷城市圈公共社区的组成部分。
截至2023年8月，利尼翁河畔博安市镇范围内暂无任何城市敏感街区及城市政策优先街区。
法国国家统计与经济研究所（简称）在进行数据统计时，将利尼翁河畔博安及相邻的另外6个市镇设为利尼翁河畔博安城市核心区（Unité urbaine de Boën-sur-Lignon），但未将利尼翁河畔博安划入任何城市区（Aire urbaine）及城市辐射区（Aire d'attraction）。此外，还将利尼翁河畔博安市镇整体看作一个“块区”（IRIS），以便于统计人口分布情况。

## 交通

### 公路
卢瓦尔省省道D8线、D20线、D2089线和D3008线在利尼翁河畔博安境内交汇，奥弗涅-罗讷-阿尔卑斯大区下属的城际客运提供巴士线路，可前往周边部分市镇。奥弗涅-罗讷-阿尔卑斯城际巴士（商业名称为）下属的L22线、L31线、L33线和X18线停靠利尼翁河畔博安，可直通克莱蒙费朗、圣艾蒂安、罗阿讷、努瓦雷塔布勒等地。
| 6 | 15 |

| 圣艾蒂安 | 55 |

| 蒙布里松 | 17 |

| 努瓦雷塔布勒 | 26 |

2019年，65.6%的利尼翁河畔博安家庭拥有至少一辆私人汽车。2021年，利尼翁河畔博安境内共发生各类交通事故2起，造成3人受伤，其中1人重伤。

### 铁路

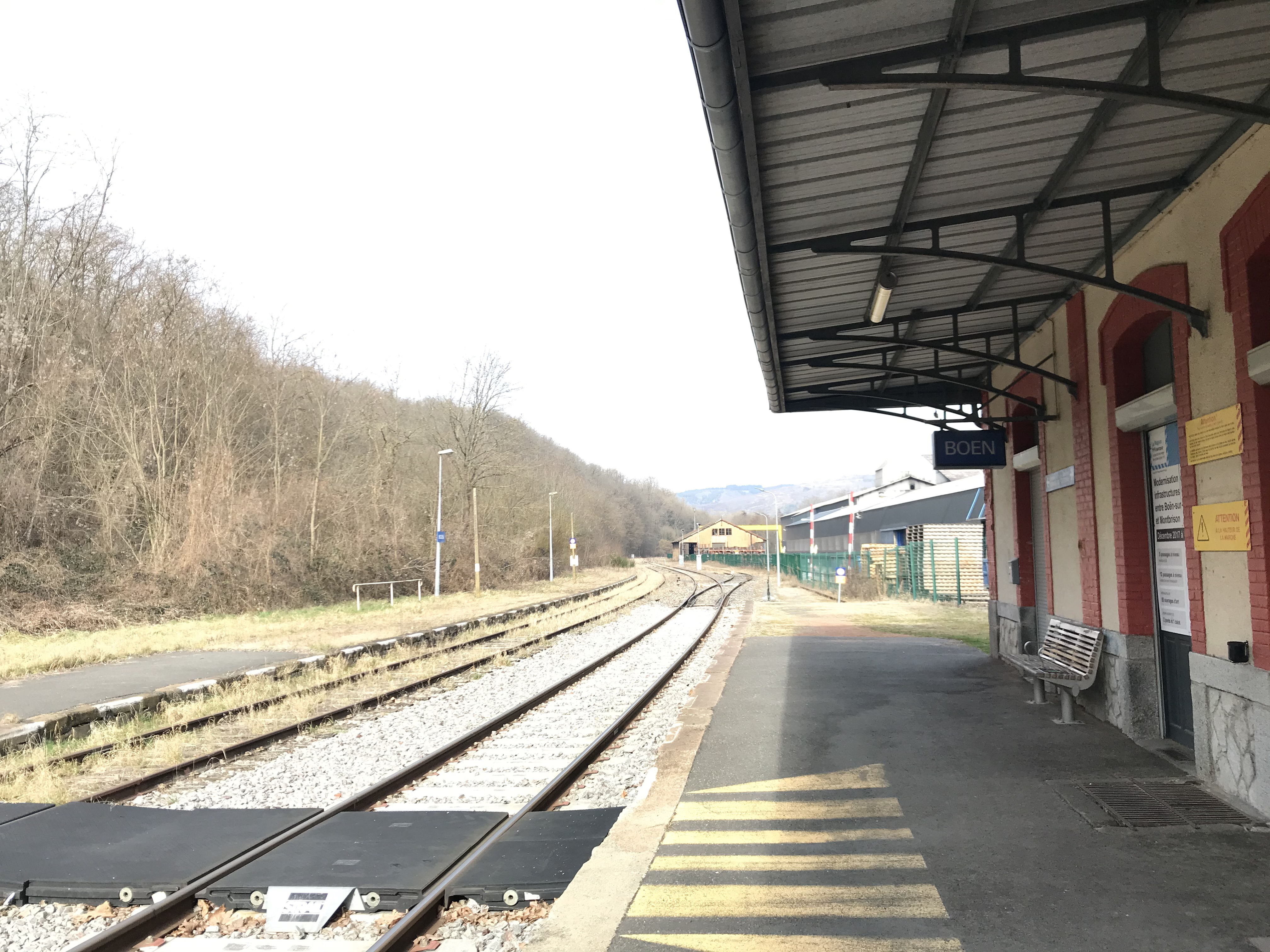
博安火车站的站台

利尼翁河畔博安位于克莱蒙费朗—卢瓦尔河畔圣瑞斯特铁路上。博安站位于利尼翁河畔博安站市区西南部，该站停靠前往圣艾蒂安的区域列车。

### 航空
距离利尼翁河畔博安最近的民用航空站为89公里外的克莱蒙费朗机场。

### 城市公共交通
截至2023年8月，利尼翁河畔博安暂无城市公共交通系统。

## 政治

### 市政内阁

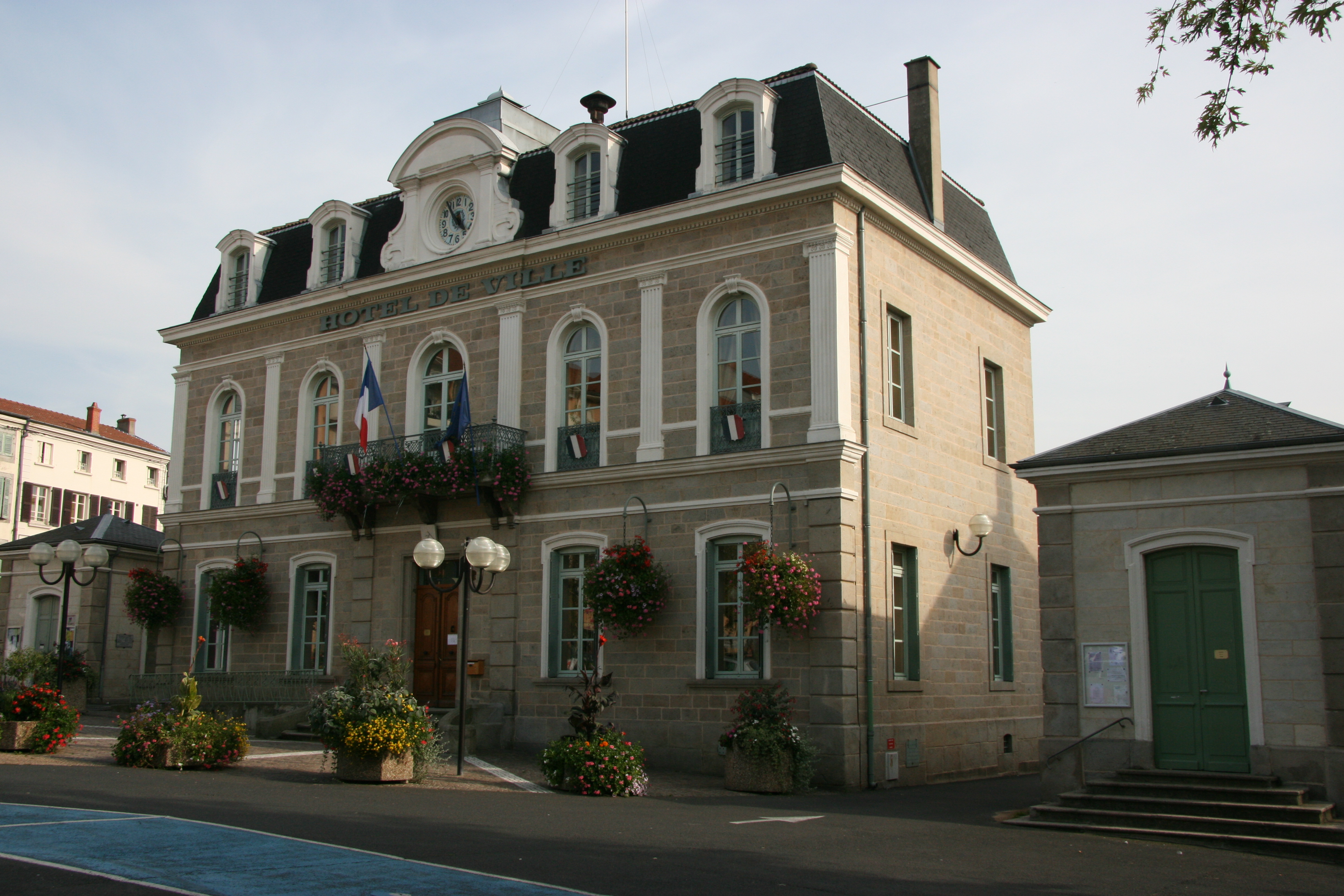
利尼翁河畔博安市政厅

利尼翁河畔博安的现任市长为皮埃尔-让·罗谢特先生（Pierre-Jean ROCHETTE），他是行动的一名成员，在2020年的市政选举中获得了58.77%的支持率。
| 利尼翁河畔博安历届市长 | 利尼翁河畔博安历届市长                | 利尼翁河畔博安历届市长      |
| 任期                   | 市长                                  | 党派                        |
| ---------------------- | ------------------------------------- | --------------------------- |
| 1944年－1959年         | Joannès ETY 约翰内斯·埃蒂             | 不详                        |
| 1959年－1977年         | Jean-Pierre BLANCHET 让-皮埃尔·布朗谢 | DVD右翼无党派人士           |
| 1977年－1989年         | Lucien MOULLIER 吕西安·穆利耶         | PS社会党                    |
| 1989年－1995年         | Pierre GIRAUD 皮埃尔·吉罗             | 無黨籍                      |
| 1995年－2014年         | Lucien MOULLIER 吕西安·穆利耶         | DVG左翼无党派人士           |
| 2014年－               | Pierre-Jean ROCHETTE 皮埃尔-让·罗谢特 | DVD右翼无党派人士 →Agir行动 |

### 各级选举
| 利尼翁河畔博安历届投票选举结果 | 利尼翁河畔博安历届投票选举结果 | 利尼翁河畔博安历届投票选举结果 | 利尼翁河畔博安历届投票选举结果 | 利尼翁河畔博安历届投票选举结果 | 利尼翁河畔博安历届投票选举结果 | 利尼翁河畔博安历届投票选举结果 | 利尼翁河畔博安历届投票选举结果 | 利尼翁河畔博安历届投票选举结果 | 利尼翁河畔博安历届投票选举结果 |
| 选举项目                       | 选举范围                       | 选区单位                       | 选区单位内的选举结果           | 选区单位内的选举结果           | 选区单位内的选举结果           | 选区单位内的选举结果           | 选区单位内的选举结果           | 选区单位内的选举结果           | 参考资料                       |
| 选举项目                       | 选举范围                       | 选区单位                       | 第一轮胜出者                   | 第一轮胜出者                   | 支持率                         | 第二轮胜出者                   | 第二轮胜出者                   | 支持率                         | 参考资料                       |
| ------------------------------ | ------------------------------ | ------------------------------ | ------------------------------ | ------------------------------ | ------------------------------ | ------------------------------ | ------------------------------ | ------------------------------ | ------------------------------ |
| 2017年法國總統選舉             | 法國                           | 市镇                           |                                | 玛丽娜·勒庞                    | 25.24%                         |                                | 埃马纽埃尔·马克龙              | 60.25%                         | [ 20 ]                         |
| 2017年法国立法选举             | 卢瓦尔省第六选区               | 市镇                           |                                | 朱利安·博罗夫奇克              | 30.78%                         |                                | 朱利安·博罗夫奇克              | 51.27%                         | [ 20 ]                         |
| 2019年欧洲议会选举             | 法國                           | 市镇                           |                                | 若尔当·巴尔代拉                | 26.25%                         | （不适用）                     | （不适用）                     | （不适用）                     | [ 22 ]                         |
| 2021年法国省级选举             | 卢瓦尔省                       | 县                             |                                | 尚塔尔·布罗斯 皮埃尔-让·罗谢特 | 53.95%                         |                                | 尚塔尔·布罗斯 皮埃尔-让·罗谢特 | 66.21%                         | [ 23 ]                         |
| 2021年法国省级选举             | 卢瓦尔省                       | 市镇                           |                                | 尚塔尔·布罗斯 皮埃尔-让·罗谢特 | 57.3%                          |                                | 尚塔尔·布罗斯 皮埃尔-让·罗谢特 | 64.89%                         | [ 23 ]                         |
| 2021年法国大区选举             |                                | 市镇                           |                                | 洛朗·沃基耶                    | 47.83%                         |                                | 洛朗·沃基耶                    | 58.89%                         | [ 24 ]                         |
| 2022年法国总统选举             | 法國                           | 市镇                           |                                | 玛丽娜·勒庞                    | 29.04%                         |                                | 埃马纽埃尔·马克龙              | 51.82%                         | [ 20 ]                         |
| 2022年法国立法选举             | 卢瓦尔省第六选区               | 市镇                           |                                | 朱利安·博罗夫奇克              | 29.47%                         |                                | 朱利安·博罗夫奇克              | 51.02%                         | [ 20 ]                         |

## 人口
2020年，利尼翁河畔博安市镇人口数量为3,025，在法国排名第3,693位。其中男性1,450人，女性1,670人，75岁及以上人口占16.9%，外籍人口数量为112人，人口密度为504人/平方公里，当地居民被称为（男性）或（女性）。2020年，利尼翁河畔博安境内出生20人，死亡人口94人。
| 利尼翁河畔博安1901年－2020年人口变化情况 |
|                                          |
| 数据来源：Cassini、INSEE                 |

## 经济

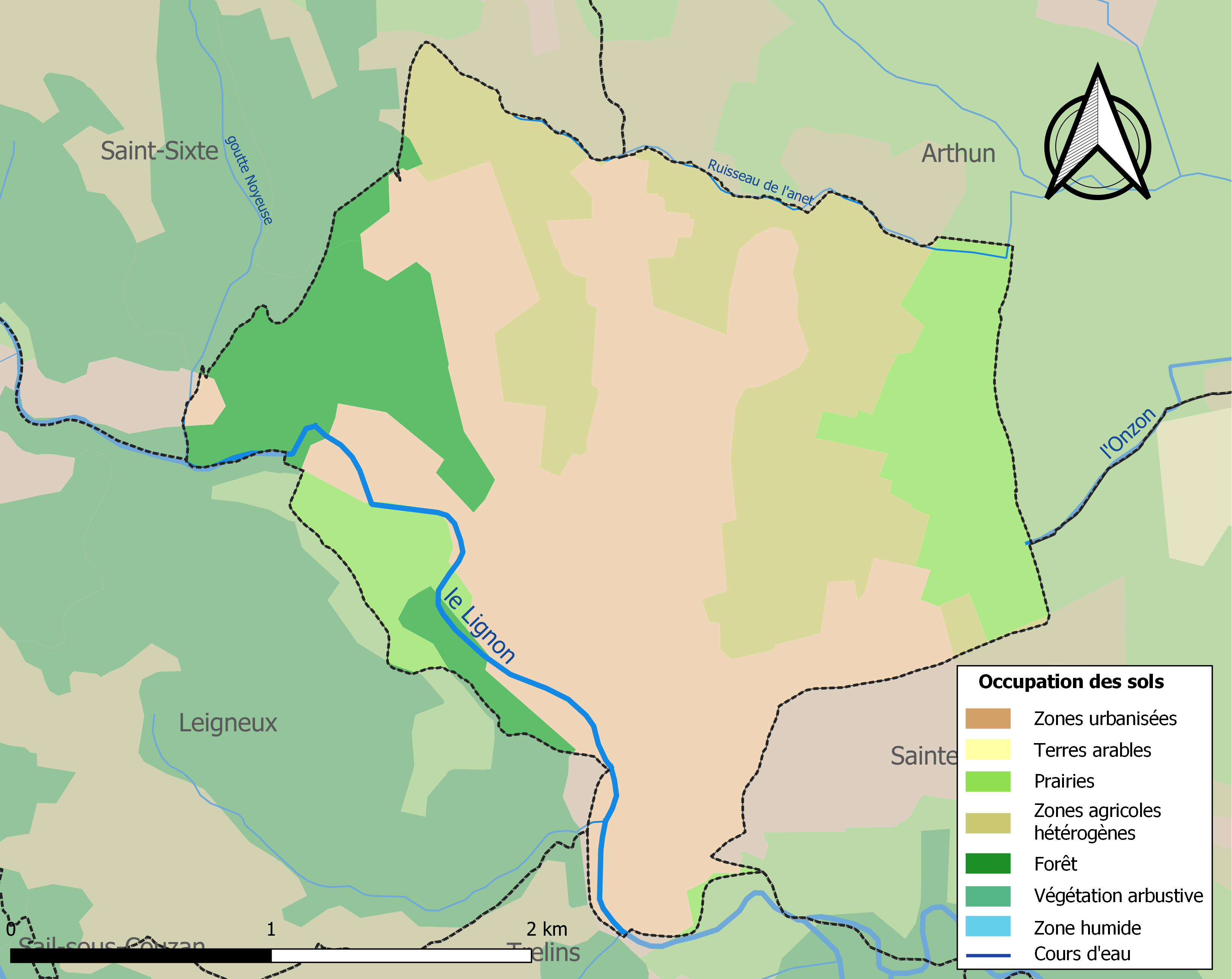
利尼翁河畔博安土地利用情况地图

利尼翁河畔博安是一个区域性的中心城市。截至2023年8月，利尼翁河畔博安市镇范围内共有各类用人单位（包含自雇）477家，平均历史为20年，其中99.34%为中小型企业（PME），2023年6月至8月间，当地的经济活力指数为0。（液压器械生产）、（金属构件生产）及（五金销售）是当地2021年营业额最高的三个企业，分别为15,290,780欧元、3,749,382欧元和1,880,800欧元。

## 财政与居民收入
2021年，利尼翁河畔博安的财政收入总额为2,806,040欧元，财政支出总额为2,258,390欧元，当年的债务总额为6,511,600欧元。2021年，利尼翁河畔博安市镇通过增值税获得217,380欧元的收入，此外当地还共获得了462,610欧元的国家直接财政补助。
2019年，利尼翁河畔博安的人均月收入总额为2,028欧元，其中高级职员为3,566欧元，低于法国平均水平（4,230欧元）；中级职员为2,270欧元，低于法国平均水平（2,411欧元）；普通职员为1,642欧元，亦低于法国平均水平（1,740欧元）。
2019年，利尼翁河畔博安境内的贫困率为17%，青壮年（15至64岁）失业率为14.5%；当地30.9%的家庭拥有纳税资格，平均纳税2,391欧元，低于法国平均水平（4,393欧元）。

## 社会事务

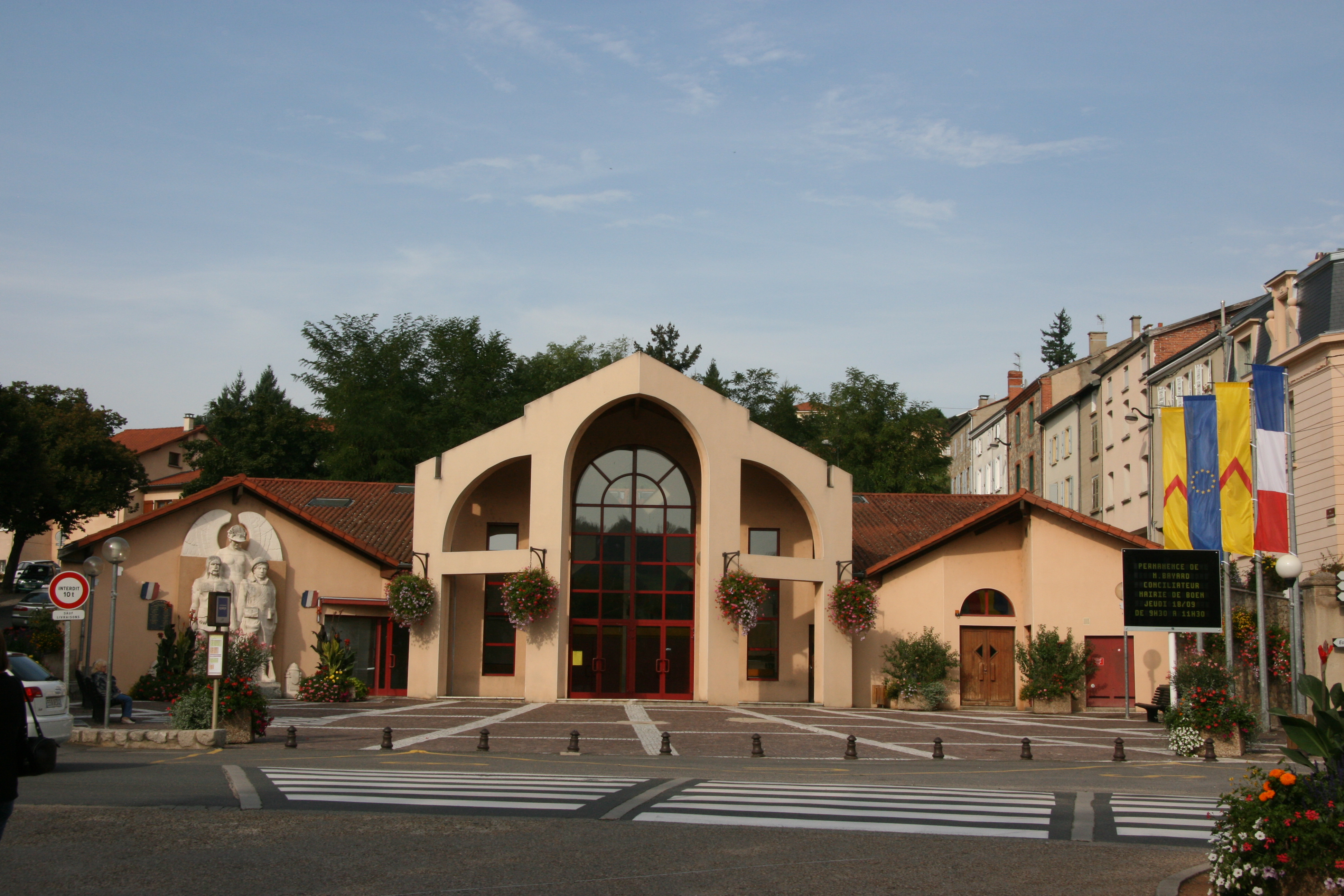
集会中心

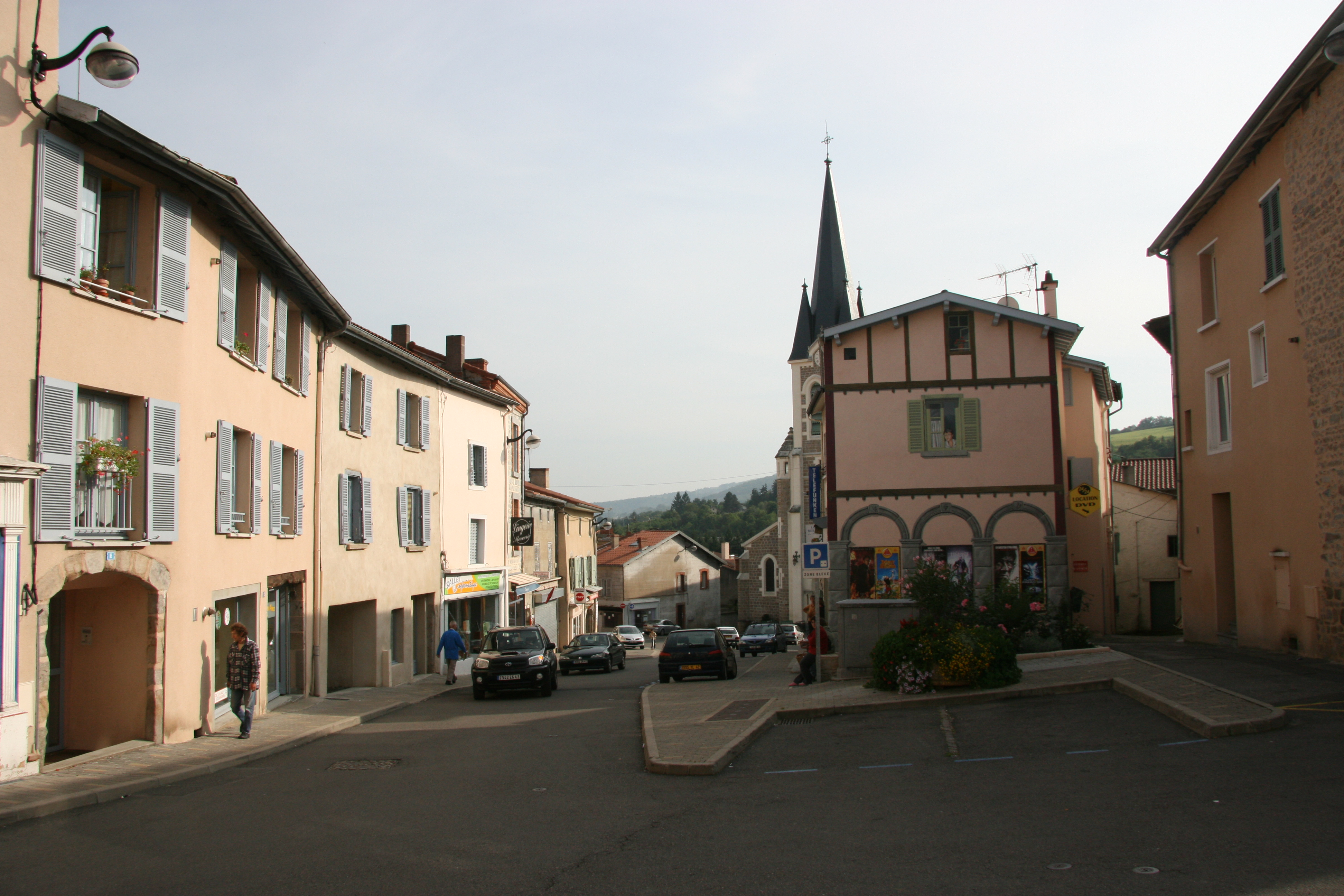
圣樊尚广场

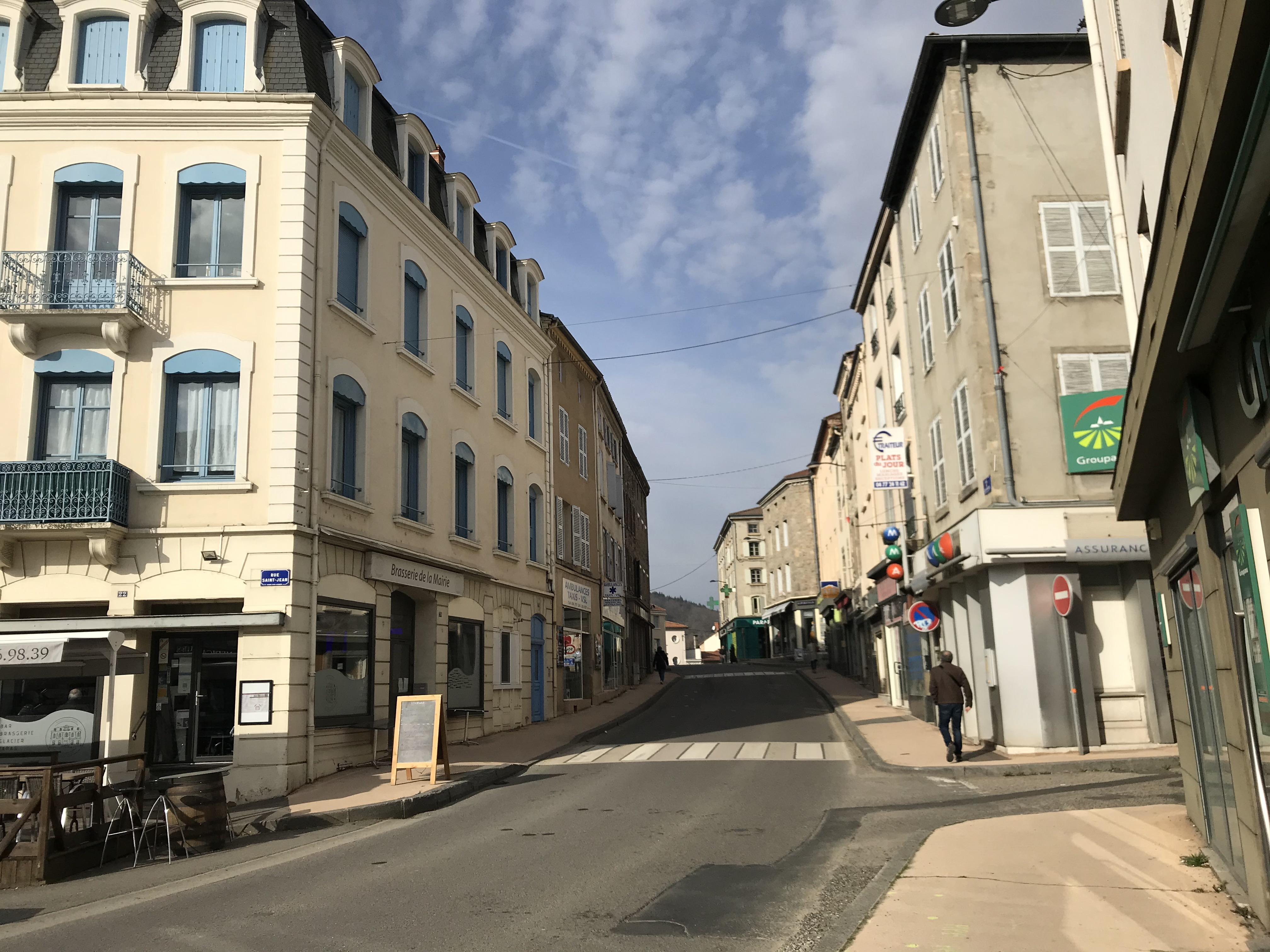
克莱蒙街

### 教育
利尼翁河畔博安属于里昂学区。截至2021年1月1日，利尼翁河畔博安境内共有2所小学、1所初级中学和1所普通高中。2021至2022学年度，利尼翁河畔博安境内共有在校中等教育阶段学生791名。

### 医疗
截至2021年1月1日，利尼翁河畔博安境内共有全科医生9名、保健师4名、牙医2名、护士19名和药房1家。
利尼翁河畔博安中心医院（Centre Hospitalier de Boën-sur-Lignon）是法国的一个区域性医疗机构，其主病区位于利尼翁河畔博安市区，设有床位214个，是当地规模最大的公立综合性医院。

### 住房
2019年，利尼翁河畔博安境内共有各类住房1,861套，其中64.6%为独立式居民区，35.1%为集中式居民区。常住房屋占利尼翁河畔博安市镇范围内居民建筑总量的82.3%。
在住房保障政策方面，2021年，利尼翁河畔博安境内共有418户家庭获得了住房经济补助，受益人数占总人口数量的13.8%，其中399份为房租补助。

### 商业
2021年，利尼翁河畔博安境内共有各类实体商铺95家，其中餐厅8家、大型超市3家、杂货店1家、面包房4家、肉铺2家、书店1家、装饰品店1家、银行门店3家、美容美发店7家、汽车维修店9家。镇中心建有一家Vival商场，市区南部则建有Netto超市。

### 体育
2021年，利尼翁河畔博安境内共有1间体育馆、2处网球场、2处足球或橄榄球场以及1处篮球或排球场。
截至2023年8月，利尼翁足球俱乐部（Lignon Football Club，编号560434）是利尼翁河畔博安境内唯一的一家注册足球俱乐部，该足球队成立于2021年，其主队2023至2024赛季参加卢瓦尔省足球联赛乙组（法国第十级别），其主场为路易·戈雄球场（Stade Louis Gauchon）。

### 环境
利尼翁河畔博安的环境事务由其所属的卢瓦尔-福雷城市圈公共社区联合各级政府协调负责。2021年，利尼翁河畔博安境内暂无污染企业。

### 治安
2021年，利尼翁河畔博安市镇范围内有1处宪兵队。
利尼翁河畔博安及其附近的共136个市镇是蒙布里松国家宪兵队（zone gendarmerie de Montbrison）的管辖范围。2020年，该宪兵队累计记录各类案件4,666起，其中盗窃类案件2,169起，经济类案件908起，毒品交易类案件216起。

## 文化

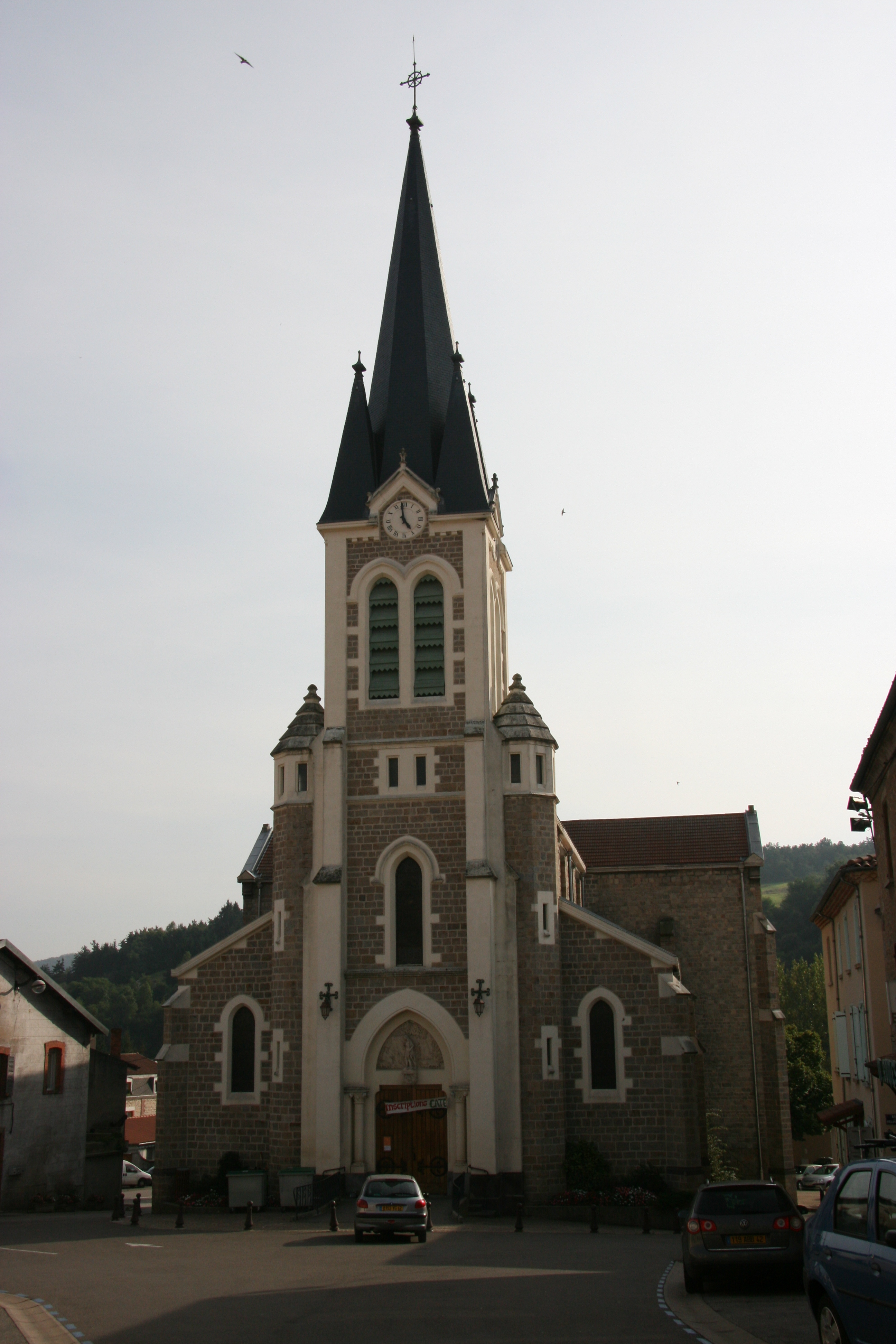
施洗圣约翰诞生教堂

2021年，利尼翁河畔博安境内有1家电影院。利尼翁河畔博安境内建有贝尔纳·沙珀隆多媒体中心（Médiathèque Bernard Chapelon），每周三至六向公众开放。

### 建筑
利尼翁河畔博安境内有多处历史建筑，其中沙贝尔城堡、施洗圣约翰诞生教堂（Église de la Nativité-de-Saint-Jean-Baptiste de Boën-sur-Lignon）等为法国国家文物保护单位。

### 旅游
利尼翁河畔博安的旅游事务由其所属的卢瓦尔-福雷城市圈公共社区负责。2022年，利尼翁河畔博安境内共有1个露营地，可容纳共92辆露营车。

### 媒体
法国主要的媒体均可在利尼翁河畔博安接收，法国电视三台下属的奥弗涅-罗讷-阿尔卑斯大区频道在部分时段播出利尼翁河畔博安所在卢瓦尔省的地方新闻。《进步报》、蓝色法兰西奥弗涅地区广播、蓝色法兰西圣艾蒂安广播、Scoop广播、卢瓦尔省电视台等为当地主要的地方性媒体。

## 相关人物
法国财政大臣约瑟夫·马里·泰赖、历史学家加布里埃尔·西沃通和演员亚历山大·阿尔基列尔出生于利尼翁河畔博安。

## 友好城市
截至2023年8月，利尼翁河畔博安暂未建立任何友好城市关系。